# Brann Stadion
Brann Stadion wielofunkcyjny stadion, położony w mieście Bergen, Norwegia. Oddany został do użytku w 1969 roku. Od tego czasu swoje mecze na tym obiekcie rozgrywa zespół SK Brann. 
Pojemność Brann Stadion w październiku 2006 wynosiła 19 400 miejsc, z których 15 400 było miejscami siedzącymi. Od tego czasu rozpoczęła się przebudowa jednej z trybun. Projekt przebudowy zakłada zwiększenie pojemności obiektu do ponad 20 000 widzów. Rekordowa frekwencja na Brann Stadion, wynosząca 24 600 osób, została odnotowana w 1985 roku podczas meczu pomiędzy SK Brann a Fredrikstad FK.
Brann Stadion jest trzecim pod względem pojemności stadionem w Norwegii.